# 哈岑貝克河
51°15′11″N 7°8′13″E / 51.25306°N 7.13694°E
哈岑貝克河（德語：Hatzenbeck），是德國的河流，位於該國西部，處於北萊茵-威斯特法倫州，屬於伍珀河的左支流，河道全長2.4公里，流域面積2.3平方公里。